# Corteo storico della Repubblica fiorentina

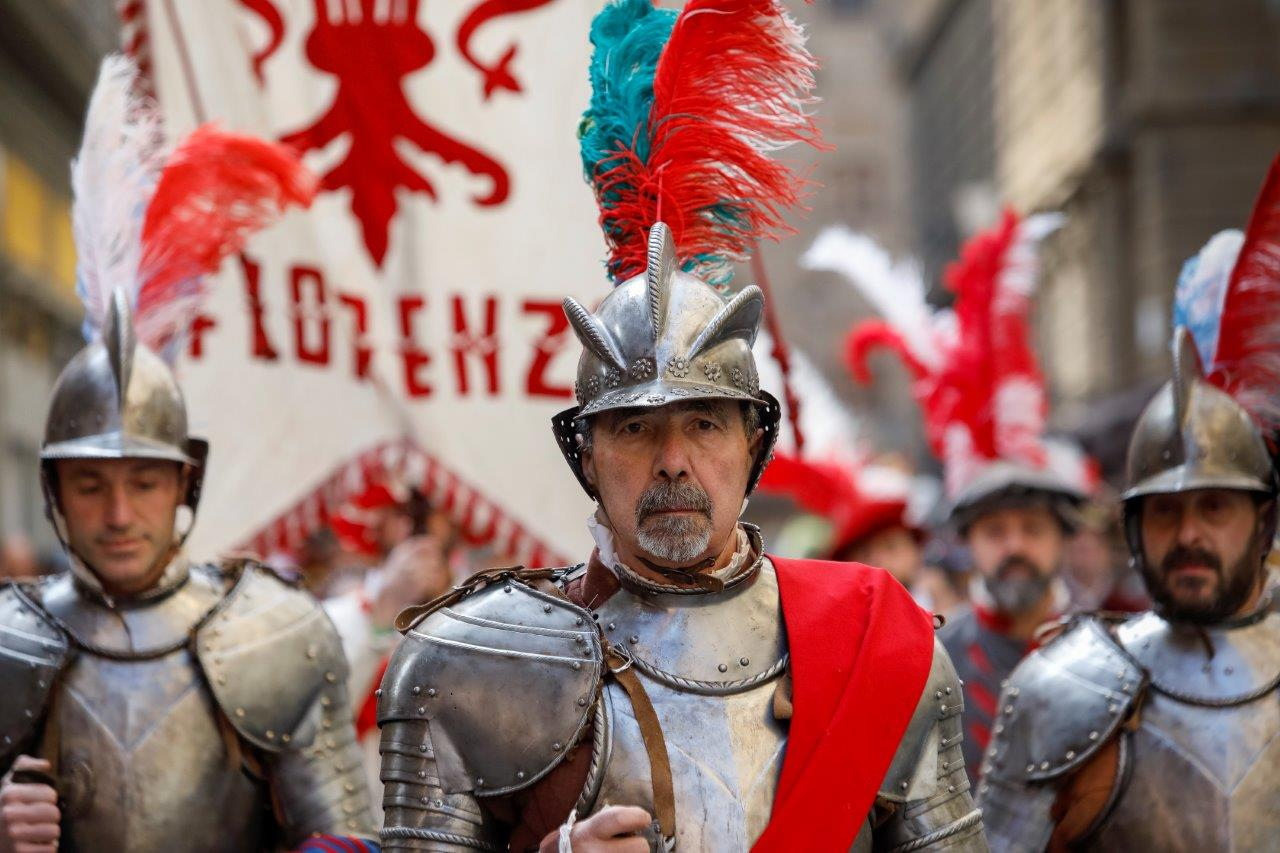
I Sergenti degli Otto di Guardia e Balia, in armatura, aprono il Corteo Storico a scorta del Gonfalone della città.

Il Corteo Storico della Repubblica Fiorentina, noto anche come Corteo del Calcio Storico o Corteo Storico Fiorentino, è una rievocazione storica che celebra l'esercito e le istituzioni civili e corporative della Repubblica di Firenze. Il corteo rievoca in particolare il ruolo di queste istituzioni durante l’assedio di Firenze (1529-1530), quando la città resistette alle truppe imperiali di Carlo V del Sacro Romano Impero.

## Storia
Il Corteo Storico della Repubblica Fiorentina nasce nel 1930 in concomitanza con la ripresa del Calcio Storico Fiorentino in epoca moderna. In quell'anno si celebrava il quarto centenario dell’assedio di Firenze, della battaglia di Gavinana e della morte dell’eroe fiorentino Francesco Ferrucci.
L’iniziativa nacque con l'obiettivo di recuperare e valorizzare le tradizioni identitarie di Firenze, attraverso un’accurata ricerca storica. Il corteo venne quindi strutturato per rappresentare le principali componenti militari e civili dell'epoca, integrando figure come i gonfalonieri, i bandierai e i rappresentanti delle antiche corporazioni delle arti e mestieri, oltre ai soldati in armatura.  
Nel corso delle celebrazioni del 1930, in occasione delle due partite rievocative del 4 maggio e del 24 giugno, venne organizzata un'imponente parata in costume. Il corteo includeva le squadre Bianca e Verde, in omaggio a quelle che disputarono la famosa partita del 17 febbraio 1530, giocata in Piazza Santa Croce mentre Firenze era ancora sotto assedio.  

## Composizione del Corteo
Il Corteo Storico della Repubblica Fiorentina è composto da numerosi figuranti che rappresentano le diverse cariche e istituzioni dell’epoca repubblicana. Tra le figure principali troviamo:  
- I Sergenti degli Otto di Guardia e Balia: con il compito di scortare il Gonfalone di Firenze e garantire l'ordine pubblico.
- Il Gonfaloniere della Repubblica: rappresentante della massima autorità civile dell'epoca.
- I Bandierai degli Uffizi: sbandieratori che eseguono coreografie con le bandiere delle antiche arti e della città.
- I Capitani di Parte Guelfa: nobili cavalieri con l’incarico di difendere la città e le sue istituzioni.
- Le Milizie Cittadine: armati con picche, alabarde e spade, rappresentano l’esercito fiorentino.
- Le Corporazioni delle Arti e Mestieri: simbolo della ricchezza economica e culturale della Repubblica di Firenze.

Il corteo si distingue per la ricchezza e la fedeltà storica dei suoi costumi, realizzati sulla base di documenti iconografici del XVI secolo.  

## Ruolo nelle celebrazioni moderne
Oggi il Corteo Storico della Repubblica Fiorentina è parte integrante delle celebrazioni del **Calcio Storico Fiorentino**, evento che si svolge ogni anno a giugno in occasione della festa di San Giovanni Battista, patrono della città. Il corteo accompagna i calcianti in Piazza Santa Croce, dove si disputano le partite tra i quartieri storici della città:  
- Bianchi di Santo Spirito,
- Verdi di San Giovanni,
- Rossi di Santa Maria Novella,
- Azzurri di Santa Croce.

Oltre alla partecipazione al Calcio Storico, il corteo è presente in numerose manifestazioni ufficiali e rievocazioni storiche, sia in Italia che all'estero, contribuendo a mantenere viva la memoria delle tradizioni fiorentine.  